# Eduard Martínez-Sabater i Seguí
Eduard Martínez-Sabater i Seguí (Xest, Foia de Bunyol, 1896 - València, 1946) fou un advocat i polític valencià, procurador en les primeres Corts franquistes.

## Biografia
Llicenciat en dret per la Universitat de València, durant la seua època escolar va col·laborar com a il·lustrador en la publicació valencianista Pàtria Nova amb el pseudònim de Bruañes. El 1910 es va afiliar a la Joventut Valencianista, de la que n'arribà a ser president, i col·laborà al seu òrgan, La Correspondencia de Valencia. El 1920 es va presentar a les eleccions municipals per la Unió Valencianista Regional i col·laborà a El Cuento del Dumenge, on va defensar la nació valenciana. Però després de proclamar-se la Dictadura de Primo de Rivera canvià d'opinió i de gener de 1924 a març de 1925 fou designat diputat provincial pel districte de Xàtiva-Albaida, i posteriorment dirigí el manicomi de València. També publicà articles, ara de caràcter espanyolista, a La Voz de Valencia, Diario de Valencia, Las Provincias i La Época.
Quan es proclamà la Segona República Espanyola, mercès a la seua amistat amb José Calvo Sotelo, fundà la secció valenciana de Renovación Española i va adquirir La Voz de Valencia, des d'on va dirigir campanyes en defensa de la monarquia i de la religió. Tot i això, fou nomenat vocal del Tribunal de Garanties Constitucionals de la República. A les eleccions generals espanyoles de 1936 fou el cap a València del Bloque Nacional, però no fou escollit. Des d'aleshores fou un dels organitzadors a València de la sublevació militar del 18 de juliol de 1936. En fracassar el cop fou detingut, però alliberat poc després, cosa que aprofità per a aixoplugar-se a l'ambaixada de Xile, d'on anà al port de Gandia i amb un vaixell pogué passar a la Zona Nacional. Allí va col·laborar activament en tasques de propaganda.
Quan les tropes franquistes ocuparen València, fou nomenat Delegat de Premsa i Censura del Movimiento Nacional, així com degà del Col·legi Oficial d'Advocats de València i acadèmic de número de la Reial Acadèmia de Cultura Valenciana fins a la seva mort. També fou procurador en Corts franquistes de 1943 a 1946 i un dels disset procuradors que juntament amb altres deu personalitats signen el Manifest dels Vint-i-set promogut pel també procurador Joan Ventosa i Calvell amb l'esperança d'una restauració monàrquica en la persona de Joan de Borbó i Battenberg i la reconstrucció del seu vell partit la Lliga Catalana.